# Tasiocera (Tasiocera) cervicula
Tasiocera (Tasiocera) cervicula is een tweevleugelige uit de familie steltmuggen (Limoniidae). De soort komt voor in het Australaziatisch gebied.